# Burgessomedusa phasmiformis
|  | Dieser Artikel wurde aufgrund von formalen oder inhaltlichen Mängeln in der Qualitätssicherung Biologie zur Verbesserung eingetragen. Dies geschieht, um die Qualität der Biologie-Artikel auf ein akzeptables Niveau zu bringen. Bitte hilf mit, diesen Artikel zu verbessern! Artikel, die nicht signifikant verbessert werden, können gegebenenfalls gelöscht werden. Lies dazu auch die näheren Informationen in den Mindestanforderungen an Biologie-Artikel. |

Burgessomedusa phasmiformis ist eine ausgestorbene Quallenart, die vor 505 Millionen Jahren im Kambrium lebte. Sie ist die älteste freischwimmende Qualle im Fossilbericht. Gefunden wurden etwa 170 fossile Exemplare im Burgess-Schiefer in den Rocky Mountains.

## Merkmale
Jede Qualle betreibt einen Generationswechsel, sodass sie in einem Polypen- und Medusenstadium erscheinen. Doch von Burgessomedusa phasmiformis ist nur Letzteres bekannt. Der glockenförmige Schirm erreicht eine Höhe von 20 und einen Radius von 8 Zentimetern. Ebenfalls besitzen sie 90 fingerartige Tentakel, die neben Plankton auch den Fang größerer Tiere ermöglicht haben könnten.

## Systematik
Die stammbaumgeschichtliche Stellung der Art ist noch ungenau. Phylogenetische Untersuchungen zeigen, dass Burgessomedusa phasmiformis wahrscheinlich in die Gruppe der Acraspeda gehört, ein Unterstamm innerhalb der Nesseltiere, der Schirm-, Würfel-, und Stielquallen umfasst. Es wäre jedoch auch möglich, dass sie aufgrund der Glockenform gar keine „echte Qualle“ ist, sondern stattdessen dem Stamm der Rippenquallen angehörig ist, wofür es jedoch keine Indizien gibt.